# Avant les rues
Pour plus de détails, voir Fiche technique et Distribution.
Avant les rues est un film dramatique québécois écrit, produit et réalisé par Chloé Leriche, sorti en 2016.
Le film est sélectionné en compétition dans la section Génération de la Berlinale 2016.

## Synopsis
Shawnouk, un jeune délinquant atikamekw est en proie aux remords et aux doutes après s'être rendu coupable d'un crime sur la personne d'un homme blanc. Il s'évade dans la forêt avant de retourner dans sa communauté où il tente de renouer avec la culture et les rites ancestraux.

## Fiche technique
- Titre original : Avant les rues
- Titre anglais : Before the Streets
- Réalisation : Chloé Leriche
- Scénario : Chloé Leriche
- Musique : Robert Marcel Lepage
- Direction artistique : Frédéric Devost
- Costumes : Yola Van Leeuwenkamp
- Maquillage et coiffure : Marie Salvado
- Photographie : Glauco Bermudez
- Son : Martyne Morin, Sylvain Bellemare et Stéphane Bergeron
- Montage : Chloé Leriche
- Production : Chloé Leriche
- Société de production : Les Films de l'autre
- Société de distribution : FunFilm
- Pays d'origine :  Canada
- Langues : Atikamekw, français
- Format : couleur (Technicolor)
- Genre : drame
- Durée : 97 minutes
- Dates de sortie :
  -  Allemagne : 18 février 2016 (première mondiale à la Berlinale 2016)[1]
  - Canada : 27 février 2016 (première québécoise en clôture des 34es Rendez-vous du cinéma québécois)
  - Canada : 15 avril 2016 (sortie en salle au Québec)
  - États-Unis : 4 juin 2016 (Festival international du film de Seattle (SIFF))
  - Brésil : 10 octobre 2016 (Festival international du film de Rio de Janeiro)
  - Italie : 21 novembre 2016 (Festival du film de Turin (TFF))

## Distribution
- Rykko Bellemare : Shawnouk
- Jacques Newashish : Paul-Yves
- Kwena Bellemare Boivin : Kwena
- Janis Ottawa : Anita, mère
- Martin Dubreuil : Thomas Dugré
- Louis-Philippe Moar : Raoul
- Guylaine Ottawa : la policière
- Coralie Petiquay : l'ex-petite amie
- Florence Petiquay : Délima
- Mariette Niquay-Ottawa : Kokom, la grand-mère
- Shawerim Coocoo Weizineau : Nibisha
- Normand Daoust : le directeur
- Normand Weizineau : Martial
- Harold Petiquay : le guide spirituel

## Distinctions

### Récompenses
- Prix Luc-Perreault-AQCC du meilleur film québécois 2016[2]
- Premio Interfedi au Festival du film de Turin
- Gala Québec Cinéma 2017 :
  - Révélation de l'année pour Rykko Bellemare
- American Indian Film Festival (en) :
  - meilleur film
  - meilleure actrice de soutien : Kwena Bellemare Boivin
- Festival du film de Whistler (en), prix Borsos du meilleur long métrage canadien
- Festival du film de Whistler, meilleure réalisatrice : Chloé Leriche
- AQFJ EDA meilleur long métrage narratif réalisé par une femme : Chloé Leriche
- Festival international du film Canada Chine, meilleur film
- Prix Découverte de la Guide des réalisateurs du Canada

### Mentions
- Festival du film de Whistler, meilleure performance dans un film - mention à Rykko Bellemare
- Mention honorable au prix Gandhi au Festival du film de Turin
- Mention spéciale du jury au Festival international du film de Seattle (Concours des nouveaux réalisateurs)
- Mention honorable au Festival international du film de San Cristóbal de Las Casas
- Mention spéciale du jury au Carrousel international du film de Rimouski

### Nominations
- Gala Québec Cinéma 2017 :
  - Prix Iris du meilleur film
  - Prix Iris de la meilleure réalisation pour Chloé Leriche
  - Prix Iris du meilleur scénario pour Chloé Leriche
  - Prix Iris du meilleur montage pour Chloé Leriche
  - Prix Iris de la meilleure direction de la photographie pour Glauco Bermudez
  - Prix Iris de la meilleure musique pour Robert Marcel Lepage
  - Prix Iris du meilleur son pour Sylvain Bellemare, Stéphane Bergeron et Martyne Morin

- Prix Écrans canadiens 2017
  - Meilleur film
  - Meilleure réalisation pour Chloé Leriche
  - Meilleure interprétation féminine dans un rôle de soutien pour Kwena Bellemare Boivin
  - Meilleure interprétation masculine dans un rôle de soutien  pour Jacques Newashish
  - Meilleure chanson originale pour Nikan Boivin - Sokecimoiekw
  - Meilleures photographie pour Glauco Bermudez